# Hydra oligactis
La hidra marrón (Hydra oligactis)  es una especie de hidrozoo de la familia Hydridae que se halla ampliamente dispersa en las zonas templadas norteñas. Es un organismo común en aguas quietas desde la primavera a finales de otoño.
Suele fijarse a los tallos de hidrófitas, los enveses de hojas , ramas sumergidas y en rocas. Cuando se la molesta, se retrae en un pequeño globo, fácilmente desapercibido.
Cuando está en pose de comer, extiende sus tentáculos mucho, a más de 25 mm de longitud. En esa condición, casi no se los puede ver , y quizás solo cuando un predador como Daphnia lo captura.